# 劉思斉
劉 思斉（りゅう しせい、1930年3月2日 - 2022年1月7日、別名：劉松林）は、毛岸英の妻で、毛沢東の義理の娘に当たる。

## 経歴
1930年3月2日、上海市で生まれる。1938年、劉思斉は陝西省延安の時に毛沢東に娘として引き取られた。1942年に劉思斉は毛岸英と知り合った。1949年10月15日中南海菊香書屋で結婚。1950年11月、毛岸英は朝鮮戦争の米韓連合軍の空襲で犠牲になった。1955年、劉思斉はモスクワ大学に留学した。1957年、劉思斉は帰国して北京大学でロシア語文学を勉強した。1959年春、劉思斉は同母異父妹の邵華の付き添いの下で、初めて朝鮮に行って毛岸英の墓参りをした。1962年の初め、劉思斉は空軍学院の教員の楊茂之と再婚し、二人は二人の子供と二人の女性を育て、長男は楊小英と呼ばれた。2022年1月7日、劉思斉は北京市で91歳で亡くなった。

## 家族
- 父：劉謙初、革命烈士
- 母：張文秋
- 同母異父妹：邵華
- 同母異父妹：張少林
- 義理の父：毛沢東
- 夫：毛岸英、楊茂之